# Projet Orange
Cet article concerne le groupe de musique. Pour le court métrage issu du Projet Orange, voir Elephants Dream.
 (mars 2025).
Si vous disposez d'ouvrages ou d'articles de référence ou si vous connaissez des sites web de qualité traitant du thème abordé ici, merci de compléter l'article en donnant les références utiles à sa vérifiabilité et en les liant à la section « Notes et références ».
Projet Orange est un groupe de musique rock atmosphérique fondé à Québec en 1995. Le groupe est constitué des deux frères Jean-Sébastien et Jean-Christophe Boies, de Louis Lalancette, de Steve Nadeau et du batteur Luc Colletta , après leur participation à l'Empire des futures star se joindront au groupe Stephane Langelier et le batteur David Gendron. Plus tard Guillaume Doiron et le batteur Stéphane Gaudreau seront engagés par le groupe. Le groupe s'est dissous en 2007.

## Biographie
Projet Orange prend ses racines dans la passion pour la musique que nourrissent les frères Jean-Sébastien et Jean-Christophe Boies. En 1997, assis autour d’un feu de camp, guitares à la main celle que Steve Nadeau avais prêté a Jean-Christophe pour écrire les premiers jet de chanson de ce qui allais donner naissance a un nouveau projet, ils s’amusent et parlent de changer le monde. Projet Orange est né. En 1998, la formation s’inscrit aux concours Pro scène à Québec et l’Empire des futures stars à Montréal et remporte les grands honneurs en chaque occasion. Le nom vient d'une exposition précoce de groupes multiples, à laquelle le groupe participait. Il était nécessaire d'entrer le nom de son groupe sur une feuille, où les noms serait précédés d'un "Projet :" (Projet :). Après avoir vu la robe orange d'un confrère, un joueur inscrit "orange" à côté de l'expression, donnant ainsi le nom au groupe. 
Projet Orange est désormais sur les rails et décroche un contrat avec BMG. Un premier album éponyme paraît en 2000 et s’écoule à plus de 15 000 exemplaires grâce aux titres « Mystère Aérosol », « S'étend L'amer » et « La Pomme » qui remporte le prix du meilleur clip francophone lors des MuchMusic Video Music Awards 2001. En 2001, la Société de l’assurance automobile du Québec commande la chanson « De Héros à Zéro » pour une campagne publicitaire de sensibilisation contre la vitesse au volant. La campagne est un tel succès qu’elle est reprise en Belgique en 2002.
En 2002, le guitariste Jean-Sébastien Boies est atteint (et guérit) d'une maladie du sang, forçant le groupe à prendre une demi-année d'inactivité et de composition. Le premier album est entièrement en langue française. Le second, afin d'introduire la bande dans le monde anglo-saxon (en particulier le Canada), comprend onze titres en anglais sur quinze. Il a été créé avec l'aide de la chanteuse-compositrice-interprète Simon Wilcox et du producteur Gavin Brown. L'album est en partie inspiré par l'épreuve qu'a traversée Jean-Sébastien, ainsi que par les attentats du 11 septembre 2001 à New York.
Le groupe a fait sa dernière apparition sur scène au Zaphod Beeblebrox, à Ottawa, le 8 mars 2007. Jean-Christophe a déclaré : C'est le dernier concert du groupe !. Ils ont joué quelques nouvelles chansons, ainsi que quelques chansons du deuxième album. Leur toute dernière chanson en direct était Jamais de Mal. Malgré un article publié dans Le Droit le 8 mars, citant un troisième album en préparation, le chanteur Jean-Christophe a dit sur une des nouvelles chansons : C'est une nouvelle chanson, eh bien, c'est jusqu'ici que cette chanson va aller. Jean-Sébastien était absent de la scène.
Le groupe a refait surface lors du premier événement Movember de la ville de Québec. Ils ont joué quelques chansons dont « Les Géants » et « De héros à zéro ».

## Membres
- Jean-Christophe Boies
- Jean-Sébastien Boies
- Louis Lalancette
- Stéphane Gaudreau
- Guillaume Doiron

## Anciens Membres
- Steve Nadeau (1995-1998)
- Luc Colletta (1995-1998)
- David Gendron (1998-2000)
- Stéphane Langelier (1998-2001)

## Vidéoclip
- S'étend L'amer
- Mystère Aérosol
- La Pomme
- De Héros à Zéro
- Tell All Your Friends

## Discographie
- 2000 : Projet Orange (6 juin)
- 2004 : Megaphobe (12 octobre)